# الکساندرا ارمیا
الکساندرا ارمیا (رومانیایی: Alexandra Georgiana Eremia; زادهٔ ۱۹ فوریهٔ ۱۹۸۷) ژیمناست اهل رومانی است.